# Tanja Žakelj
Tanja Žakelj, née le 15 septembre 1988 à Kranj, est une cycliste slovène spécialiste de VTT cross-country. Elle termine 10e de l'épreuve olympique 2012.

## Palmarès en VTT

### Jeux olympiques
- Londres 2012
  - 10e du VTT cross-country
- Rio 2016
  - 13e du VTT cross-country
- Tokyo 2020
  - 21e du cross-country

### Championnats du monde
- 2005
  -  Médaillée de bronze du championnat du monde de cross-country juniors
- 2006
  -  Championne du monde de cross-country juniors
- 2007
  - 8e du championnat du monde de cross-country espoirs
- 2008
  -  Championne du monde de cross-country espoirs
- 2010
  - 4e du championnat du monde de cross-country espoirs

### Coupe du monde
- Coupe du monde de cross-country 
  - 2009 : 45e du classement général
  - 2010 : 16e du classement général
  - 2011 : 17e du classement général
  - 2012 : 21e du classement général
  - 2013 : 1re du classement général, vainqueur de deux manches
  - 2014 : 3e du classement général
  - 2015 : 12e du classement général
  - 2016 : 18e du classement général
  - 2017 : 14e du classement général
  - 2018 : 15e du classement général
  - 2019 : 21e du classement général
  - 2020 : pas de classement général
  - 2021 : 43e du classement général
  - 2022 : 44e du classement général

### Championnats d'Europe
- 2006
  -  Championne d'Europe de cross-country juniors
- 2010
  - 9e du championnat d'Europe de cross-country espoirs
- 2008
  -  Médaillée d'argent du championnat d'Europe de cross-country espoirs
- 2010
  -  Médaillée de bronze du championnat d'Europe de cross-country espoirs
- 2011
  -  Médaillée de bronze du championnat d'Europe de cross-country
- 2013
  -  Championne d'Europe de cross-country
- 2014
  -  Championne d'Europe de cross-country

### Championnats de Slovénie
- Championne de Slovénie de cross-country : 2007, 2011, 2012, 2015, 2016, 2017, 2019, 2020, 2021, 2022 et 2023
- Championne de Slovénie de cross-country marathon : 2009
- Championne de Slovénie de cross-country short track : 2021, 2023 et 2024